# 양귀비: 왕조의 여인
《양귀비: 왕조의 여인》(영어: Lady of the Dynasty)는 2015년 공개된 중국의 드라마 영화이다.

## 출연
- 판빙빙 - 양귀비 역
- 여명 - 당명황 역
- 오존 - 이모 역
- 닝징
- 왕리홍 - 이백 역
- 조안 첸